# یواس‌اس پارسونز (دی‌دی-۹۴۹)
یواس‌اس پارسونز (دی‌دی-۹۴۹) (به انگلیسی: USS Parsons (DD-949)) یک کشتی بود که طول آن ۴۱۸ فوت (۱۲۷ متر) بود. این کشتی در سال ۱۹۵۹ ساخته شد.